# Kanton Obernkirchen
Der Kanton Obernkirchen war eine Verwaltungseinheit im Königreich Westphalen, die von 1807 bis 1813 bestand und durch das Königliche Decret vom 24. Dezember 1807 gebildet wurde. Von 1807 bis 1810 gehörte der Kanton zum Distrikt Minden im Departement der Weser. Anschließend kam er vom 19. Juli 1810 bis zum 20. November 1812 zum Departement der Aller in den Distrikt Hannover und schließlich wurde er in den neuen Distrikt Rinteln im Departement der Leine eingegliedert, wo er mit den Kantonen Hausberge und Obernkirchen am 20. November 1812 bestätigt und seine Gemeinden neu geordnet wurden. Der Kanton erfuhr im Jahr 1812 keine Änderung seiner Kantonaleinteilung.

## Gemeinden
- Obernkirchen
- Beeke, Krainhagen und Röhrkasten
- Liekwegen
- Rolfshagen mit Landgut Kattenbruck (1884 abgerissen)
- Borstel und Bernsen
- Kathrinhagen mit Poggenhagen
- Rehren und Westerwald
- Escher und Hattendorf